# FS ETR 500급
FS ETR 500급(이탈리아어: Elettro Treno Rapido 500)은 이탈리아의 고속철도 차량으로 1993년부터 순차별로 도입했다.

## 같이 보기
- 에우로스타 이탈리아
- 뉴펜돌리노
- 펜돌리노
- 레테 페로비아리아 이탈리아나
- 트렌이탈리아